# Lia van Schie
Lia van Schie (ur. 8 lipca 1970 w Lejdzie) – holenderska łyżwiarka szybka, brązowa medalistka mistrzostw świata.

## Kariera
Największy sukces w karierze Lia van Schie osiągnęła w 1991 roku, kiedy zdobyła brązowy medal podczas wielobojowych mistrzostw świata w Hamar. W zawodach tych wyprzedziły ją jedynie dwie Niemki: Gunda Kleemann oraz Heike Warnicke. W poszczególnych biegach van Schie zajmowała tam szesnaste miejsce na 500 m, trzecie na 3000 m, szóste na 1500 m oraz piąte na dystansie 5000 m. Był to jedyny medal wywalczony przez nią na międzynarodowej imprezie tej rangi. Była także ósma na mistrzostwach świata w Calgary w 1990 roku oraz rozgrywanych dwa lata później mistrzostwach świata w Heerenveen. W 1992 roku brała też udział w igrzyskach olimpijskich w Albertville, gdzie jej najlepszym wynikiem było ósme miejsce na 5000 m. Na tych samych igrzyskach była też dziewiąta w biegu na 3000 m, a rywalizację na dwukrotnie krótszym dystansie zakończyła na 16. pozycji. Wielokrotnie startowała w zawodach Pucharu Świata, trzykrotnie stając na podium: 4 lutego 1990 roku w Lake Placid była druga na 3000 m, 16 grudnia 1990 roku w Butte była trzecia, a 24 listopada 1991 roku w Berlinie ponownie druga na tym samym dystansie. Najlepsze wyniki osiągnęła w sezonie 1991/1992, kiedy zajmowała piąte miejsce w klasyfikacjach końcowych 1500 m i 3000 m/5000 m. Była również wielokrotną medalistką mistrzostw Holandii, w tym w 1991 roku wygrywała na dystansach 1500, 3000 i 5000 m, a rok później była najlepsza w wieloboju. W 1995 roku zakończyła karierę.